# Схиния
Схиния (на гръцки: Σχοινιά) е селище в Северна Гърция, на полуостров Ситония. Селото е част от дем Ситония на област Централна Македония и според преброяването от 2001 година има 34 жители. Разположено е на северозападния бряг на Светогорския залив, на няколко километра североизточно от Агиос Николаос.